# Genista gasparrinii
Genista gasparrinii är en ärtväxtart som först beskrevs av Giovanni Gussone, och fick sitt nu gällande namn av Karel Presl. Genista gasparrinii ingår i släktet ginster, och familjen ärtväxter. Inga underarter finns listade i Catalogue of Life.